# Smith & Wesson

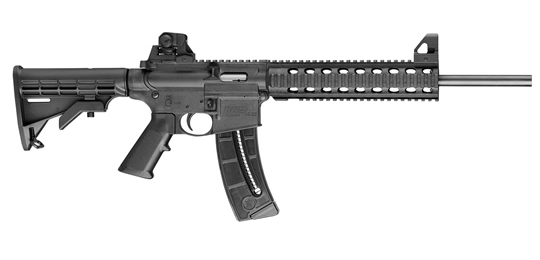
M&P15-22

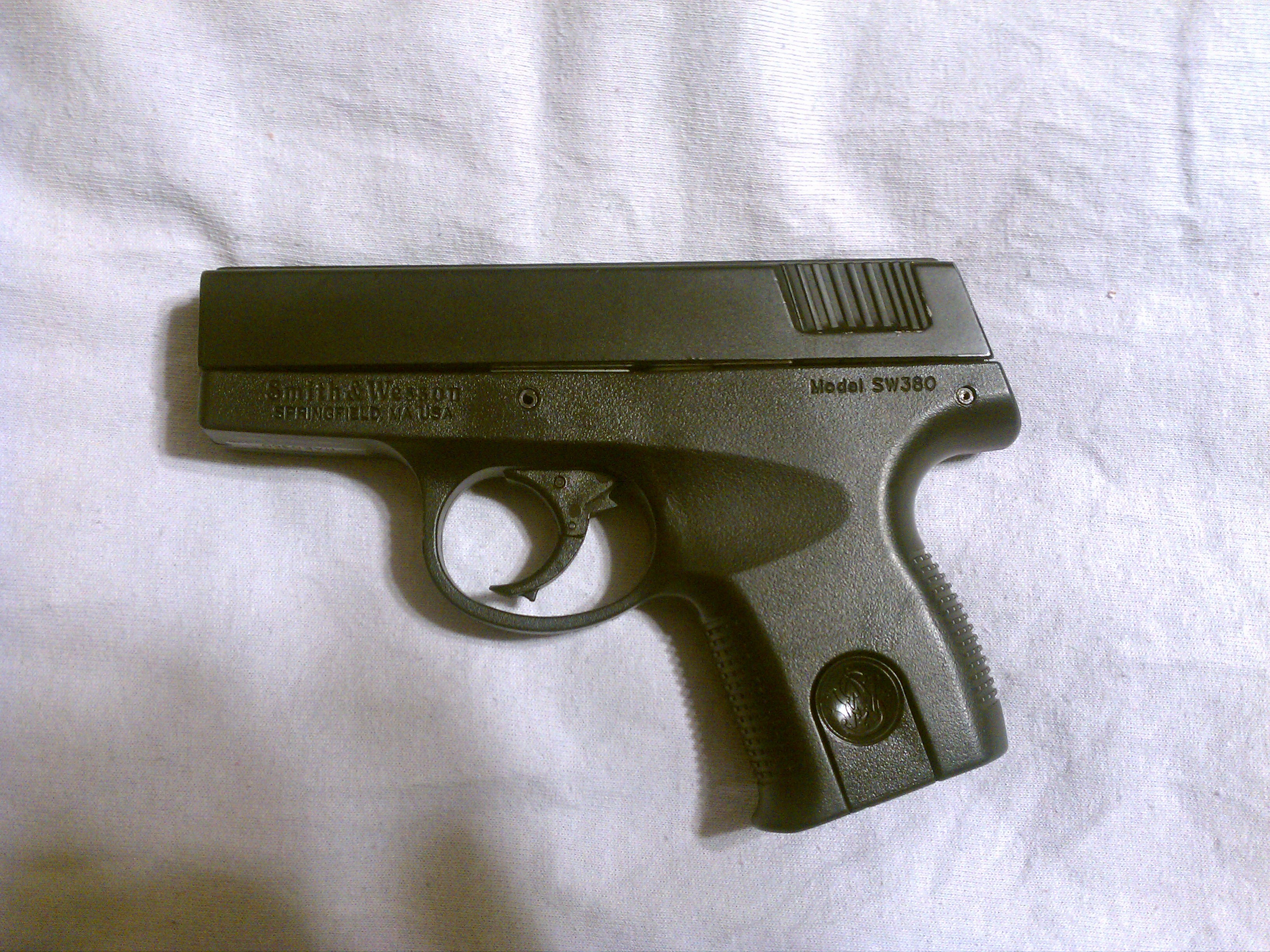
S&W Model SW380 Pistol

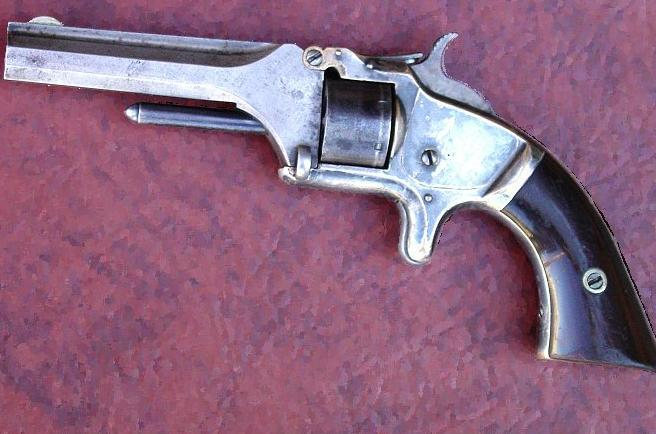
Smith & Wesson Modelo 1 Segunda versión, .calibre 22 posterior a 1857.

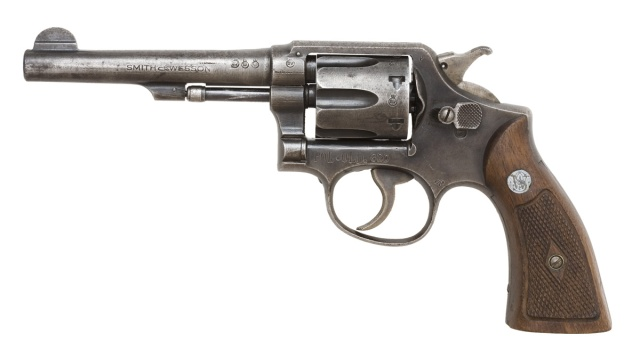
Smith & Wesson Modelo 10 cal. 38

Smith & Wesson (NASDAQ: SWHC) (S&W) es el mayor fabricante de armas de fuego cortas de Estados Unidos. La sede de la corporación se encuentra en Springfield, Massachusetts.
Fundada en 1852, las pistolas y revólveres de Smith & Wesson se han convertido en un equipo estándar de policía y fuerzas armadas en numerosos países, siendo utilizadas también por tiradores deportivos y apareciendo en numerosas películas de Hollywood como Dirty Harry (Harry el sucio) con Clint Eastwood. También se las menciona en la canción de Rubén Blades "Pedro Navaja".
Smith & Wesson es reconocida también por los numerosos tipos de munición que ha desarrollado a lo largo de su historia, y muchos tipos de municiones son identificados con siglas que hacen mención al nombre de la compañía.

## Historia

### Comienzos
Horace Smith y Daniel B. Wesson fundaron la compañía Smith & Wesson en Norwich, Connecticut, Estados Unidos en 1852 para desarrollar el fusil Volcanic. Smith desarrolló un nuevo Volcanic con cartucho, el cual patentó en 1854. En 1855 se cambió el nombre de la Smith & Wesson Company por Volcanic Repeating Arms, y fue comprada por Oliver Winchester. Smith dejó la compañía y regresó a Springfield, Massachusetts, que era donde se había criado. Wesson permaneció como jefe de la fábrica con Volcanic Repeating Arms.
Como la patente del revólver de Samuel Colt iba a caducar en 1856, Wesson comenzó a desarrollar un prototipo de revólver que emplease cartuchos. Sus investigaciones descubrieron que Rollin White, un antiguo empleado de Colt, tenía una patente para un tambor "con perforaciones que lo atravesaban", un componente que Wesson precisaba para su invento. Wesson se puso en contacto nuevamente con Smith y los dos socios entraron en tratativas con White para fabricar un diseño novedoso de una combinación revólver y cartucho.
En vez de que White se convirtiera en socio de la compañía, Smith y Wesson le pagarían una regalía de 0.25 dólares por cada revólver que fabricaran. White tendría la responsabilidad de defender su patente en todas las cortes lo cual lo llevaría finalmente a la ruina, pero el acuerdo era ventajoso para la nueva Smith & Wesson Company.

### La Guerra de Secesión

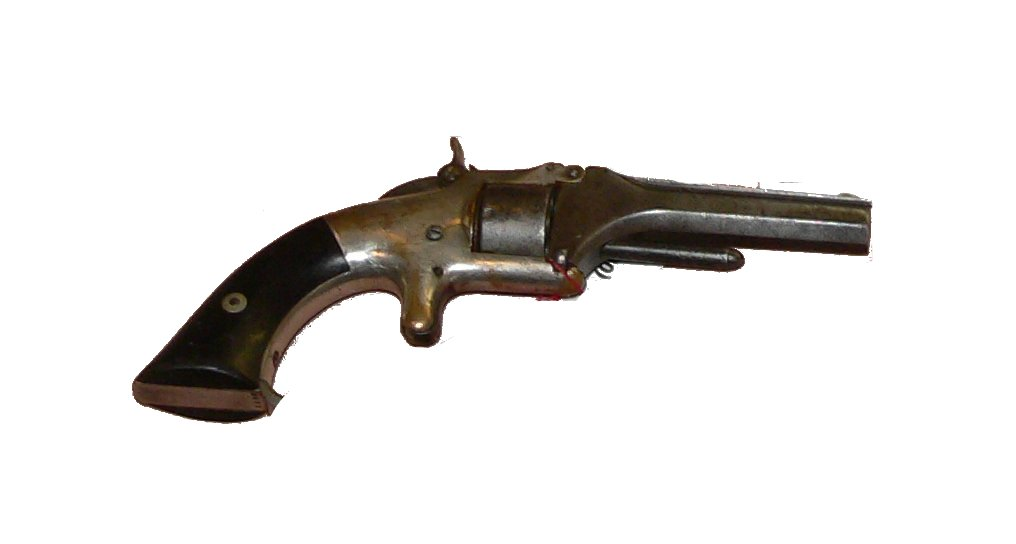
Smith & Wesson Modelo 1, calibre .22, que se utilizó durante la Guerra de Secesión.

Los revólveres de Smith & Wesson tuvieron una gran demanda popular con el comienzo de la Guerra de Secesión ya que los soldados de todos los rangos de ambos bandos del conflicto compraban por cuenta propia revólveres para defenderse.
Las órdenes de compra del revólver Smith & Wesson Modelo 1 superaron la capacidad de producción de la fábrica. En 1860 la demanda creció tanto que la Smith & Wesson se expandió, construyendo una nueva fábrica y comenzaron a experimentar con un nuevo diseño de cartucho más adecuado que el .22 Corto que habían estado usando.
Simultáneamente, el diseño de la compañía estaba siendo copiado por otros fabricantes lo que hizo que Rollin White debiera inicial numerosos juicios. En muchos de estos parte de la compensación era que la parte que había infringido las leyes de patentes era obligado a estampar la leyenda "Fabricado para Smith & Wesson" en los revólveres.
La vigorosa defensa de su patente emprendida por White causó problemas a los fabricantes de armas en los Estados Unidos, ya que no podían fabricar revólveres de cartucho. Al finalizar la contienda, el gobierno de Estados Unidos inició acciones legales contra White por haber retrasado el desarrollo de armas en Estados Unidos.

### Lejano oeste
La demanda de revólveres declinó al concluir la Guerra de Secesión y la Smith & Wesson se concentró en el desarrollo de armas adecuadas para su uso en el lejano oeste. En 1870 la compañía lanzó al mercado un revólver de gran tamaño y calibre, comparado con los revólveres de bolsillo que había estado construyendo. El modelo se denominó Smith & Wesson Modelo 3.

### Acuerdo Clinton
En marzo de 2000, la Smith & Wesson firmó un acuerdo con el gobierno del presidente estadounidense Bill Clinton por medio del cual implementaría cambios en el diseño y distribución de sus armas de fuego a cambio de un "programa de compra preferente" para compensar la pérdida de ingresos que se produciría por un boicot que se había publicitado. El acuerdo establecía que todos los distribuidores y agentes autorizados de los productos Smith & Wesson debían operar bajo un “código de conducta” para eliminar la venta de armas a personas prohibidas, los agentes debían acordar no permitir a los niños y jóvenes menores de 18 años, acceder sin la compañía de un adulto, a negocios de armas o zonas de almacenes en los cuales hubiera armas de fuego.
Luego de una campaña organizada por la NRA y el NSSF, miles de vendedores y decenas de miles de consumidores de armas de fuego realizaron un boicot contra la Smith & Wesson.

## Revólveres destacados

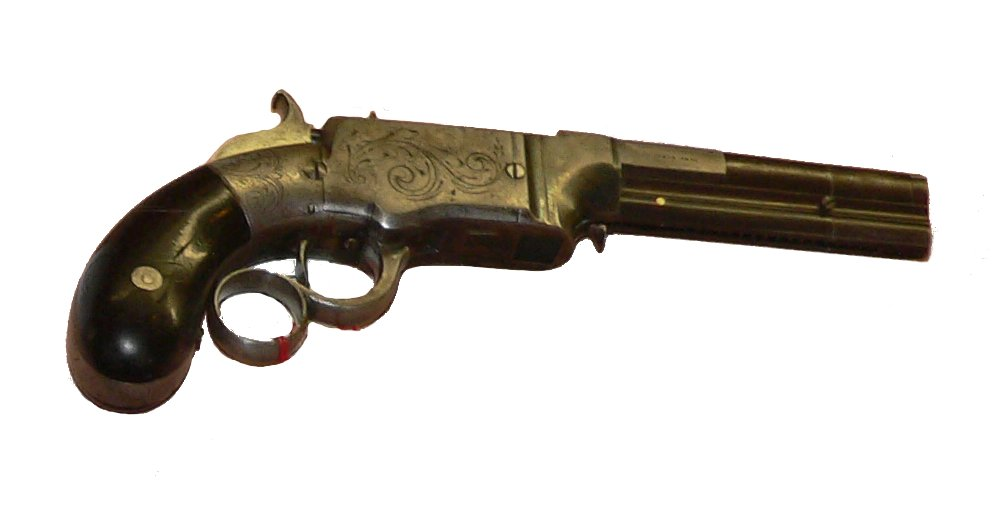
Smith & Wesson Volcanic, calibre .31, entre 1854 a 1855.
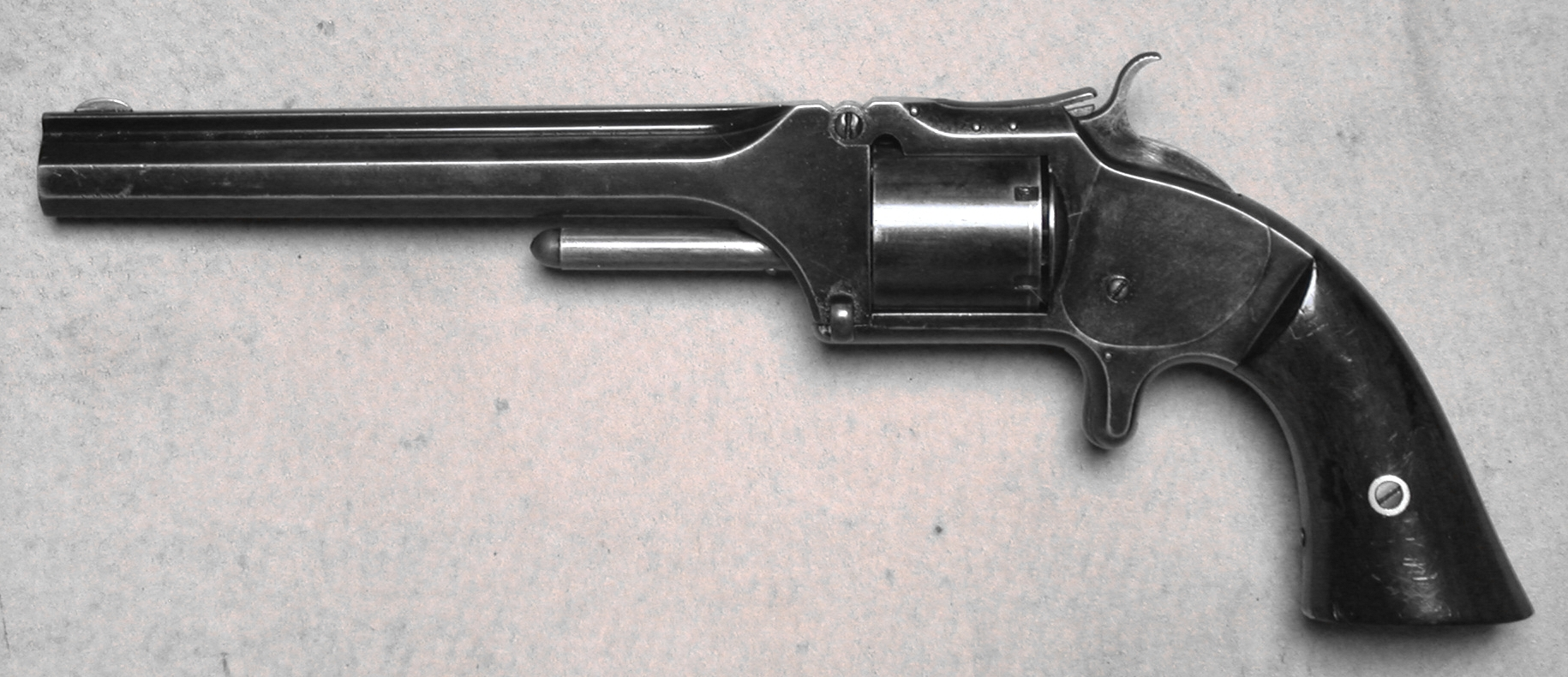
Smith & Wesson Army No 2, fab. 1863, calibre .32 Rimfire.
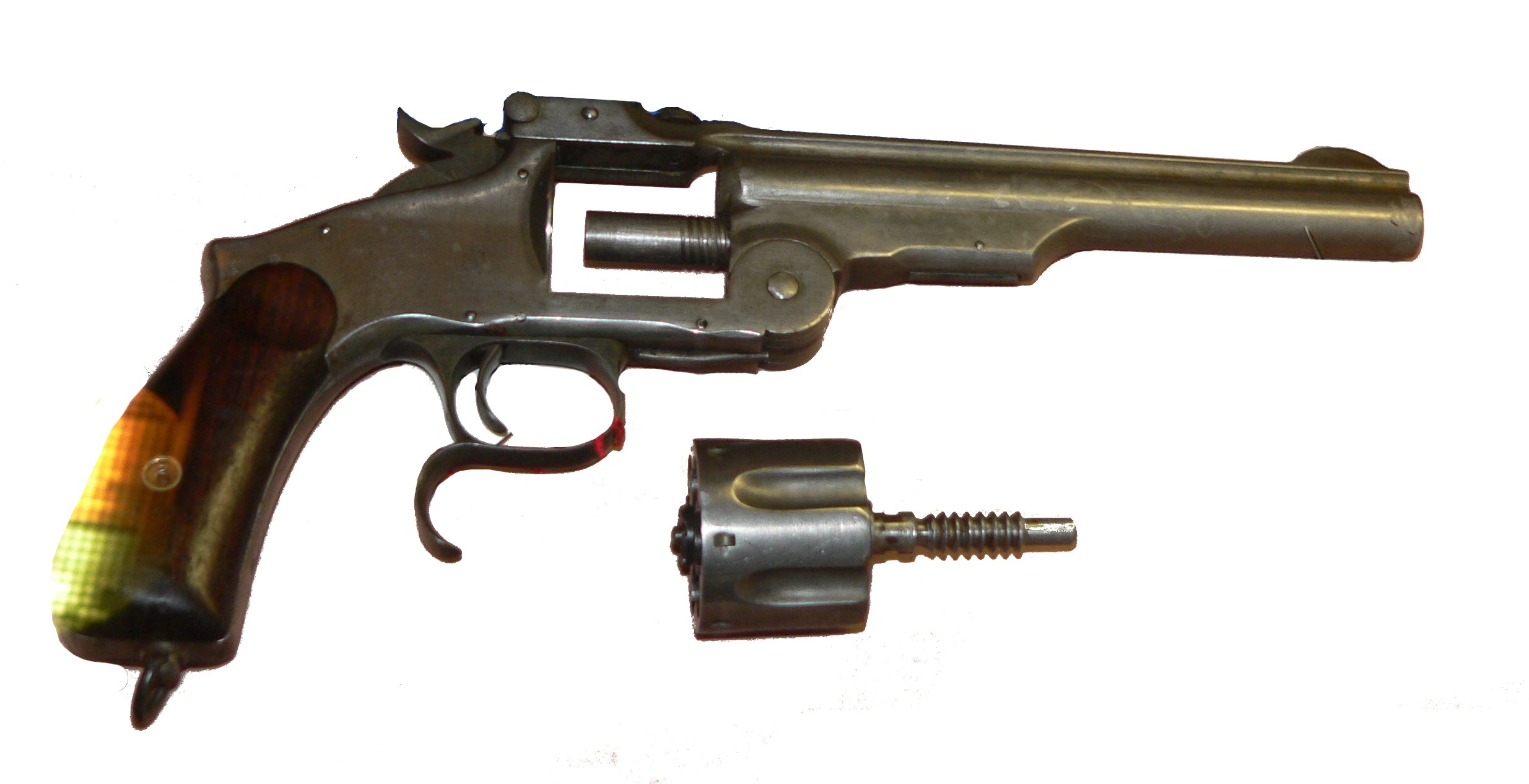
Smith & Wesson Modelo 3, Cal. .44, entre 1874 a 1878.
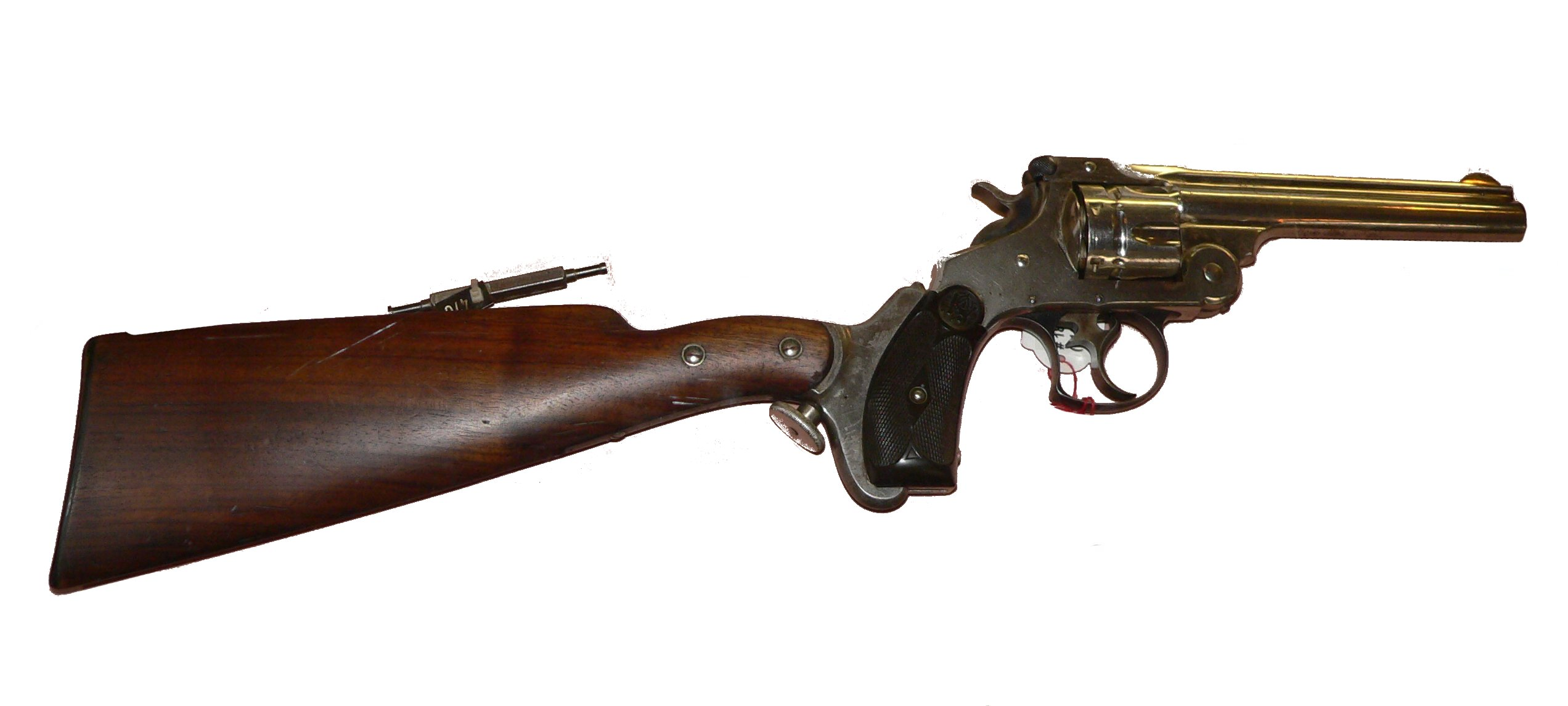
Smith & Wesson Modelo 3, Cal. .44, entre 1881 a 1923.
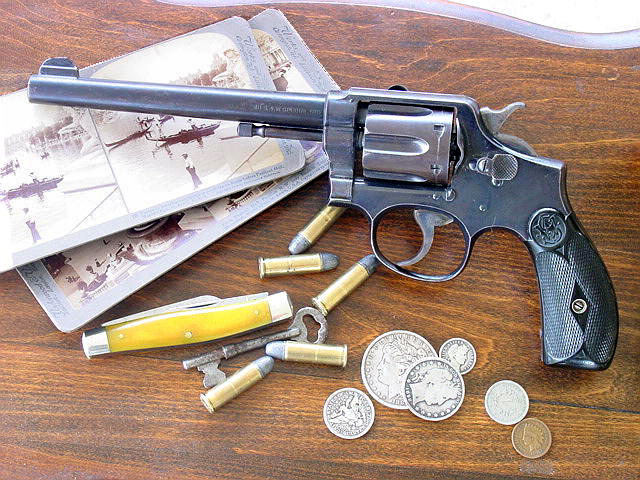
Smith & Wesson .38 Modelo Especial 1899 Eyector a mano Militar y Policía.
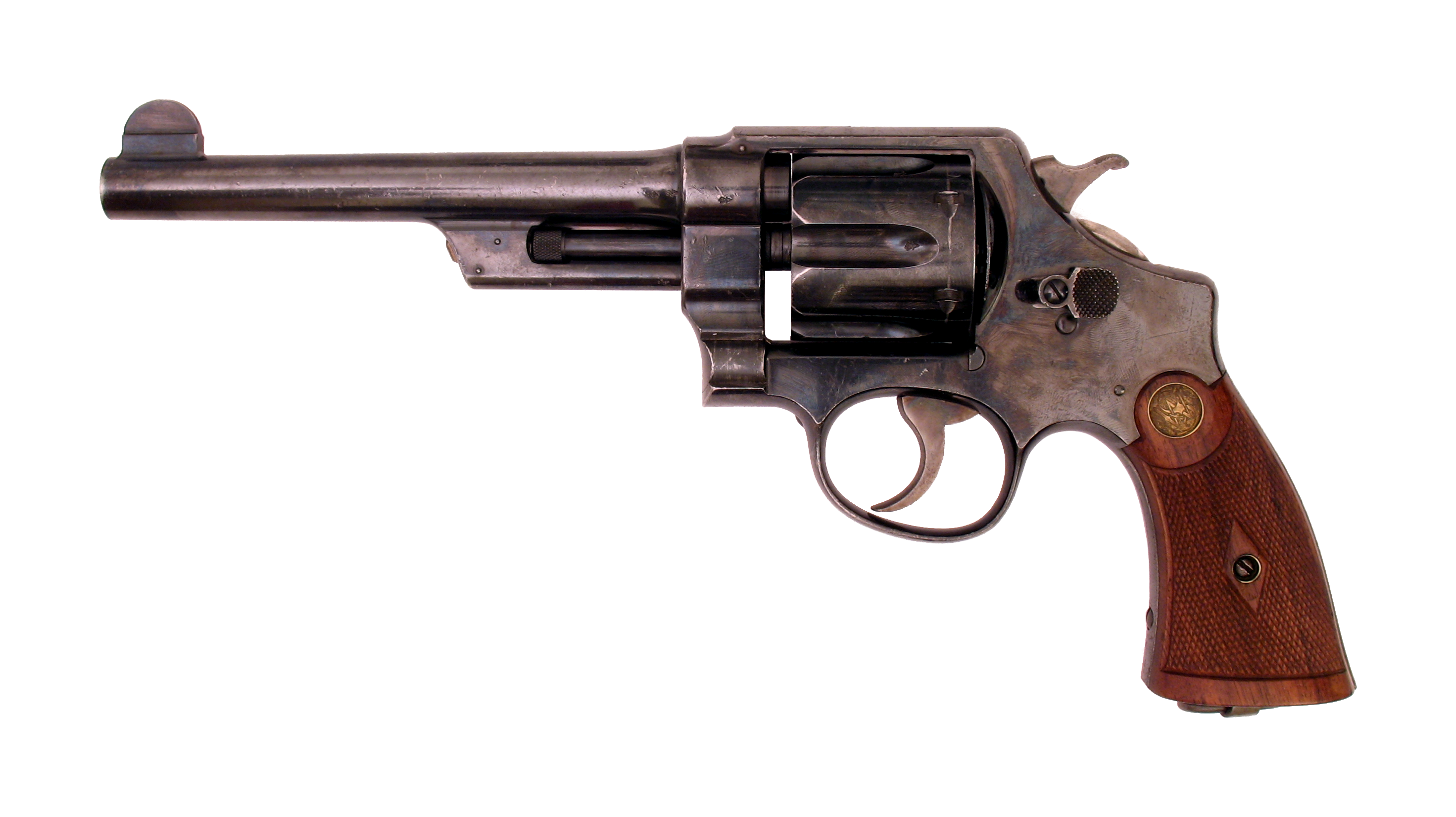
Smith and Wesson .44 Hand Ejector 1st Model "New Century", calibrado para el .455 Enfield y con marcajes ingleses, utilizado por las Fuerzas Armadas inglesas durante la Primera Guerra Mundial.
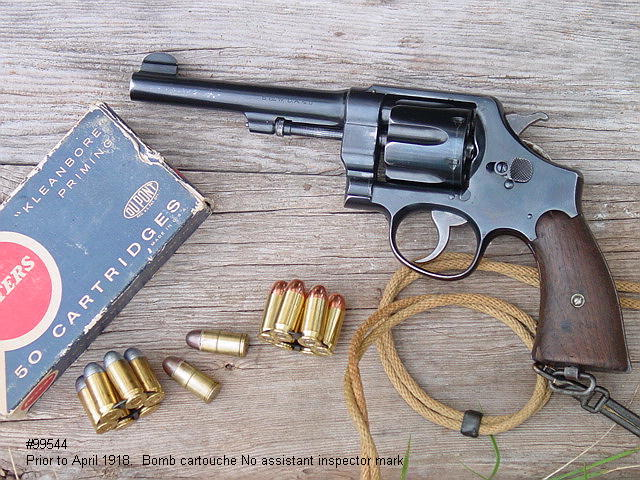
Smith & Wesson M1917 cal. 45
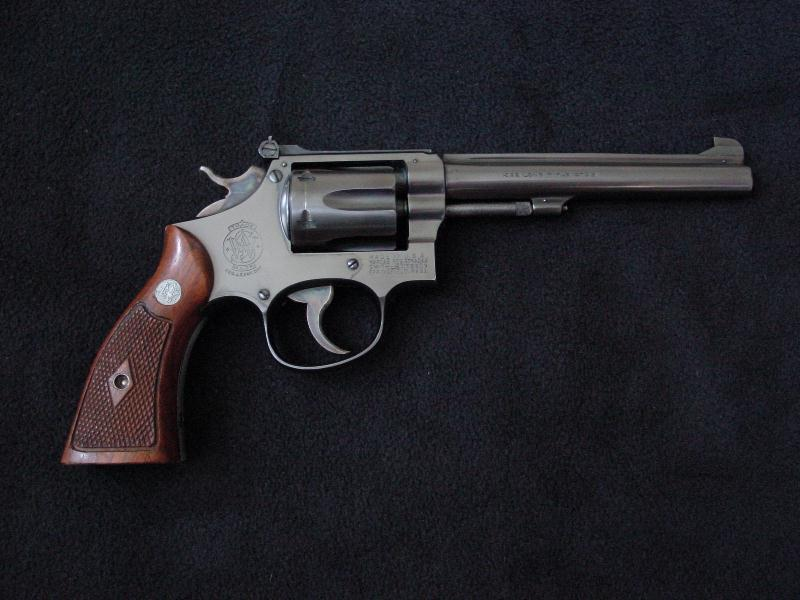
S & W K .22.